# Nobia orbicellae
Nobia orbicellae is een zeepokkensoort uit de familie van de Pyrgomatidae. De wetenschappelijke naam van de soort is voor het eerst geldig gepubliceerd in 1934 door Hiro.